# Протопопова, Елизавета Викторовна
Елизавета Викторовна Протопопова (род. 10 февраля 2004, Краснодар) — российская волейболистка, диагональная нападающая.

## Биография
Начала заниматься волейболом в 10-летнем возрасте в Академии волейбола Краснодарского края в группе тренера Н.М.Нарышкиной. В 2017 году переехала в Екатеринбург и в 2019 была принята в команду «Уралочка»-2-УрГЭУ, являющуюся фарм-командой ВК «Уралочка-НТМК» и выступающую в высшей лиге «А» чемпионата России. В сезоне 2022—2023 дебютировала в суперлиге, проведя за «Уралочку-НТМК» один матч. Со следующего сезона регулярно привлекается к выступлениям за основную команду, а с 2024 является постоянным игроком основного состава «Уралочки-НТМК».
В 2018—2019 являлась игроком младшей юниорской сборной России, в составе которой в 2019 году стала бронзовым призёром чемпионата Европы среди младших девушек, а в 2018 — победителем чемпионата Восточно-европейской волейбольной зональной ассоциации (EEVZA).   

### Клубная карьера
- 2019—2024 —  «Уралочка»-2-УрГЭУ (Свердловская область) — высшая лига «А»;
- с 2022 —  «Уралочка-НТМК» (Свердловская область) — суперлига.

## Достижения

### Клубные
- двукратный серебряный призёр чемпионатов России среди команд высшей лиги «А» — 2021, 2022.

### Со сборными России
- бронзовый призёр чемпионата Европы среди младших девушек 2019.
- победитель чемпионата Восточно-европейской волейбольной зональной ассоциации (EEVZA) среди младших девушек 2018